# WikiIndex
WikiIndex je wiki projekt koji su stvorili Ray King i John Stanton u lipnju 2005. Cilj mu je dokumentirati sve dostupne wikije na internetu. Stranica je postala online 23. siječnja 2006. Godine 2014 sadrži informacije o više od 20 000 wikija, kategoriziranih prema veličini, aktivnosti, jeziku i predmetu. Stranica koristi besplatni softver otvorenog koda MediaWiki.

## Povijest
WikiIndex su stvorili Ray King i John Stanton u lipnju 2005. kao način praćenja wiki stranica. Na WikiSym konferenciji u San Diegu u listopadu 2005. Ray i John udružili su snage s Markom Dilleyjem, koji je imao puno opsežniji abecedni wiki popis od preko 1000 wikija pod nazivom SwitchWiki. Mark je radio na SwitchWikiju od 2003., i dokumentirao je ideje na MeatballWiki:OneBigWiki te WikiNodes Wiki:ProgressionofWikiOrganization. Cilj je združenja sa SwitchWikijem bio da wikiji budu sveobuhvatniji i da u potpunosti iskoriste prednosti wiki tehnologije. John je pretvorio i proširio podatke s obje stranice i stvorio izvorni skup wikija u siječnju 2006.
Godine 2006. oko WikiIndexa formira se wiki zajednica, koja značajno proširuje broj wikija i poboljšava izvorni format. Do studenog 2006. broj članaka je 3195. WikiIndexovi posvećeni volonteri koji imaju status administratora jesu: Ray King, Mark Dilley, John Stanton, Ted Ernst, David Carey, Mathis Manzel i Sean Fennell.
U siječnju 2007. Adresa stranice WikiIndex.com premještena je na WikiIndex.org, hosting je promijenjen s 1and1.com na DreamHost, a stranica koristi MediaWiki verziju 1.8.2. U ožujku 2007. DreamHostov poslužitelj oštećen je i te nije bio u mogućnosti vratiti WikiIndex, kao ni mnoge druge stranice. WikiIndex je vraćen na 1and1.com i koristi MediaWiki verziju 1.9.3. U srpnju 2007. račun dijeljenog hostinga je uklonjen, a WikiIndex je premješten na namjenski poslužitelj, još uvijek na 1and1.com. Korištena je MediaWiki verzija 1.10.1.

## Vanjske poveznice
- Službena stranica